# Nancy Spungen
Nancy Laura Spungen (* 27. Februar 1958 in Philadelphia, Pennsylvania; † 12. Oktober 1978 in New York City) war die Lebensgefährtin des Punkmusikers Sid Vicious, des Bassisten der Sex Pistols.

## Leben
Spungen wurde als Tochter von Deborah und Frank Spungen geboren. Sie wuchs in Huntingdon Valley, einem Vorort von Philadelphia, auf. 1977 verließ sie ihr Elternhaus und folgte als Groupie Bands wie den Ramones, Aerosmith und den New York Dolls. Sie arbeitete als Stripperin und Prostituierte in New York City, bevor sie 1977 nach London umzog. Laut den Aussagen ihrer Mutter litt Spungen unter Schizophrenie. Spungen war heroinabhängig und unternahm mehrere Selbstmordversuche. Sie verkörperte den selbstzerstörerischen Lebensstil der Punk-Bewegung.
Am Ende ihrer 19-monatigen Beziehung zu Sid Vicious fand man Spungen im Oktober 1978 erstochen im Bad von Zimmer 100 des Chelsea Hotels in New York City auf. Vicious wurde daraufhin wegen Mordverdachts festgenommen, aber gegen eine Kaution von 50.000 US-Dollar, gestellt von Virgin Records, am 1. Februar 1979 wieder auf freien Fuß gesetzt. Am Folgetag starb Vicious an einer Überdosis Heroin. Es gab Spekulationen, er sei nicht über den Tod seiner Freundin hinweggekommen und durch Suizid gestorben.
Ihre kurze, konfliktreiche Beziehung zu Sid Vicious wurde 1986 unter dem Titel Sid und Nancy verfilmt. Der deutsche Schauspieler Ben Becker schrieb und inszenierte 1995 mit seiner Schwester Meret Becker ein Theaterstück über Sid & Nancy.
Nancy Spungen ist auf dem King David Cemetery in Bensalem (Pennsylvania, USA) begraben.
Ihre Mutter Deborah schrieb ein Buch über die Lebensgeschichte der Tochter.